# Wilfried Gnonto
Degnand Wilfried Gnonto (ur. 5 listopada 2003 w Verbanii) – włoski piłkarz pochodzenia iworyjskiego, występujący na pozycji napastnika w angielskim klubie Leeds United F.C. oraz w reprezentacji Włoch. Brązowy medalista Ligi Narodów UEFA 2022/2023.

## Sukcesy

### FC Zürich
- Mistrzostwo Szwajcarii: 2021/2022[5]

### Reprezentacja
- Brązowy medal Ligi Narodów UEFA: 2022/2023[6][2]